# アンデス文明

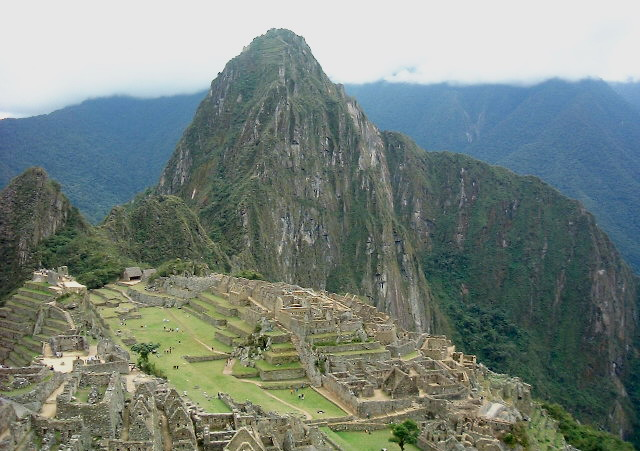
マチュ・ピチュ遺跡
15世紀のインカ帝国の遺跡だが、当時、その首都だったクスコは、さらに千メートル程高い3,400mの標高に位置する。

アンデス文明（アンデスぶんめい）とは、1532年のスペイン人（白人）によるインカ帝国征服以前に、現在の南米大陸、ペルーを中心とする太平洋沿岸地帯およびペルーからボリビアへつながるアンデス中央高地に存在した文明。
メソポタミア文明・エジプト文明・インダス文明・黄河文明といったいわゆる世界四大文明などと異なり文字は持たない。その担い手は、1万2千年前に、ベーリング海峡を渡ってアジアから移動してきたモンゴロイドの中の古モンゴロイドとされる。
メソアメリカ文明との関係性についてはよく分からず、現時点では、独自に発生した文明とされ、全く独自に生まれたオリジナルな文明を意味する一次文明として、メソポタミア、古代中国、メソアメリカ文明と並んで、「世界の四大一次文明」と呼ばれることもある。

## 特徴
アンデス文明の中心地帯は、主に、海岸部、山間盆地、高原地帯に分かれる。山間部と高原地帯は一緒に扱われることも多い。

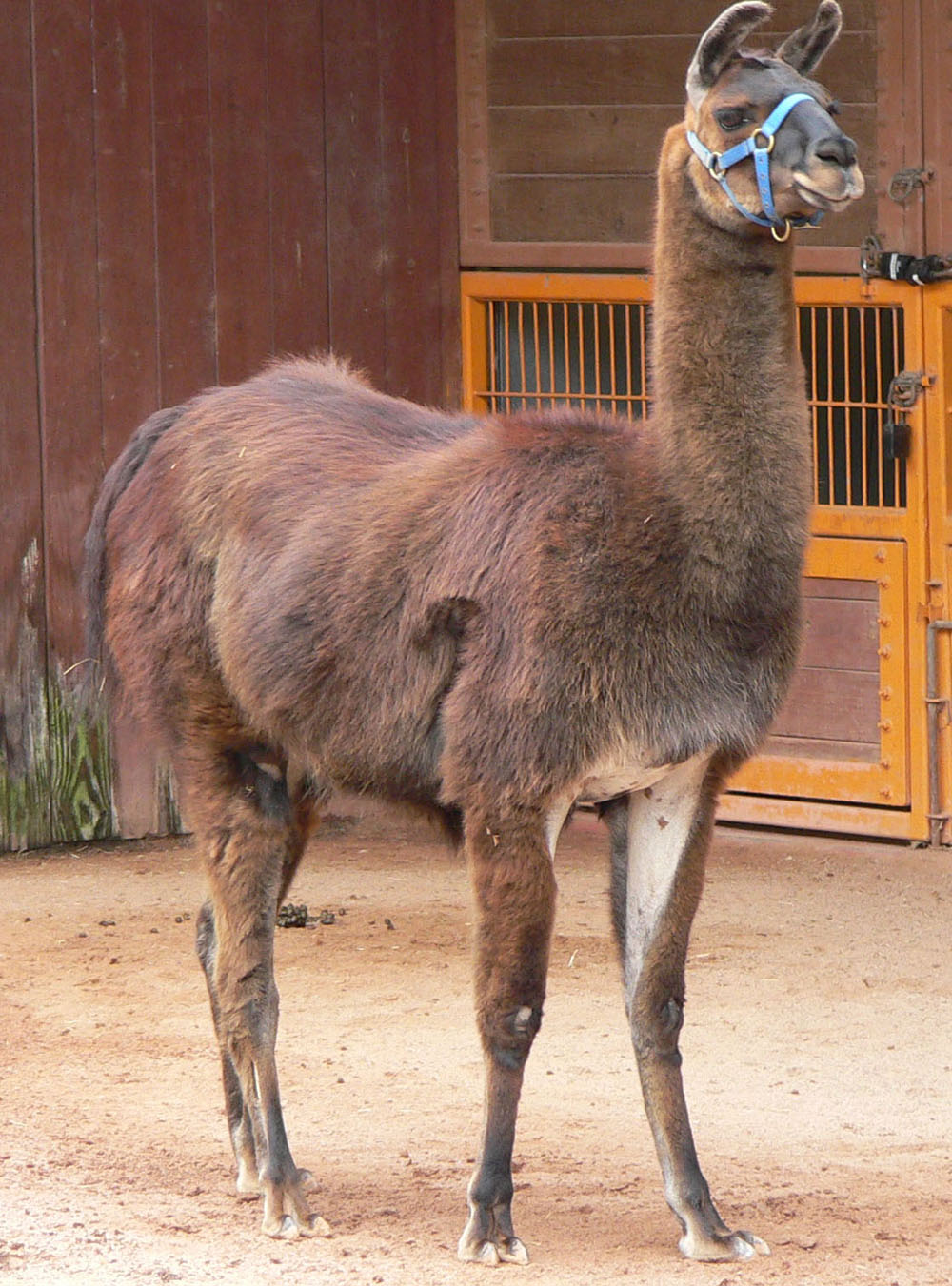
アンデス文明において荷運びに使われたリャマ（ラクダ科）

アンデス文明の大きな特徴としては次の7点が挙げられる。
1. 文字を持たない。
これは、旧大陸の四大文明や新大陸のメソアメリカ文明とは異なる最も大きな特徴である。代わりに縄の結び目で情報を記録するキープというものがあった。
2. 青銅器段階。
鉄を製造しなかった。また、利器として青銅はほとんど利用されることはなく、実際には新石器段階に近かった。
3. 金や銀の鋳造が発達していた。
これらの製品は、そのほとんどがスペイン人によって溶かされインゴットになってスペイン本国へ運ばれていった。
4. 家畜飼育が行われていた。
ラクダ科動物のリャマが荷運び用の駄獣として、アルパカが毛を利用するために、また食用としてテンジクネズミ（クイ）が飼育されていた。しかしながら、旧大陸のそれとは異なり、ラクダ科動物の乳の利用（ラクダ科動物は乳が少ないため）はなかった。
5. 車輪の原理を知らなかった。
駄獣はいたがこの原理を知らなかったため、戦車や荷車などは発達しなかった。
6. 塊茎類を主な食料基盤とする。
アンデス文明では、塊茎類（ジャガイモやオカ、マシュア（イサーニョ）、サツマイモ、マニオク（キャッサバ）、アチーラなど）を食用資源として主に栽培していた。
世界の四大文明やメソアメリカ文明が穀物を主要食料基盤として発展したのに対し、アンデス文明では、穀物の主要食料源としての価値は低く、穀物資源を主な食基盤とした文明ではなかった。穀物では、トウモロコシが、一部は食用されてはいた可能性はあるが、スペイン人の記録文書などから、主に、チチャと呼ばれる「酒の原料」として利用されていたことが確認されており、食用ではなかったと言われている。考古遺物からもチチャを飲むために利用したと言われているコップや貯蔵していたといわれているカメなどからトウモロコシのかすと思われる残滓が検出されているという。このほか、キヌアなどの雑穀やマメ類などの利用も高原地帯で見られた。
ただ、海岸地帯では、古い時期から魚介類も多く利用されていた。そのため、一部の研究者は、海岸のアンデス文明の曙には、魚介類を主要食糧基盤とする説もある。だが、最近では、漁労が生業として他から独立していたというモデルへは、反論が多く、実際に、現段階でもっとも古い遺跡であるペルーの首都リマ北方にあるカラル遺跡（BC3000-BC1800:世界遺産）では、農耕と組み合わせが主張されている。
実際に、塊茎類ほど食用作物として、アンデス地域全体に広がった作物は少なく、その意味ではアンデス文明を底辺で支えた最も重要な食料基盤であった。同じく、トウモロコシもアンデス中に広がったが、これは食用ではなく酒（チチャ）の原料として広がった経緯があり、厳密には「食料基盤」とはいえない。
7. アンデス特有の生態学的環境と文化・文明の発展に深い関係が見られる。
生態学的環境とのかかわりが非常に強く、また複雑に結びついている。他の旧大陸の文明がすべて大河沿いに発展してきたのに対して、アンデスでは、山間部や高原地帯の果たした役割が非常に大きい。ただし、実際には、海岸の河川沿い、山間盆地、高原地帯といったまったく異なる生態学的環境で、互いに交流を持ちながらも、それぞれが独自の文化を発展させ、総体としてアンデス文明を発展させてきた。山間盆地や高原地帯で見られる独特の環境利用法については、国家規模の社会の成立過程に大きく寄与したのではないかという説（垂直統御説）もある。

このほか、アイリュ（またはアイユ、Ayllu）と呼ばれる地縁・血縁組織の存在、双分制、トウモロコシ酒チチャの利用、コカの葉などを利用した儀礼などもアンデス文明圏、特に山間盆地や高原地帯で見られた特徴である。また、チリ北部からペルー南部には硝石が豊富にあるが火薬の製造も行われなかった。鉄鉱石が豊富な地域が多いが鉄の鍛造は行われることはなく、武具もあまり発達せず、石製の棍棒や弓矢程度であった。一方で、棍棒の武器によるものであろうか、陥没した頭蓋に対して、脳外科的手術を行い血腫などを取り除く技術が存在していた。形成期といわれる紀元前の社会の遺跡から見つかった頭骨の中には、陥没した痕が治癒していることを示すものがある。これは、頭蓋が陥没したあとも生き延びたことを示している。これらの外科的手術は、儀礼的な面から発達した可能性も否定できない。アンデスに自生するコカが麻酔として利用されていたという。
さらに世界最古の免震装置であるシクラが発見されている。
アンデス文明の中心は、およそ2ヶ所あるともいわれ、その2ヶ所に人口も集中していたといわれている。ひとつが、現在のペルー共和国、トルヒーヨ市周辺の北海岸地帯、もうひとつがペルー共和国南部からボリビア多民族国北部にあるティティカカ湖盆地一帯といわれている。しかしながら、文明の勃興期（形成期）には、中央海岸地帯にも盛んに大規模建造物が建てられたり、また、中期ホライズン（ワリ期：後述）やインカ帝国は、ティティカカ湖沿岸の文化と深い関係を持つものの、中央あるいは南部山間盆地から興っている。そのため、2つの中心という観点は、あくまでも仮説の段階にある。

## アンデス文明と現代

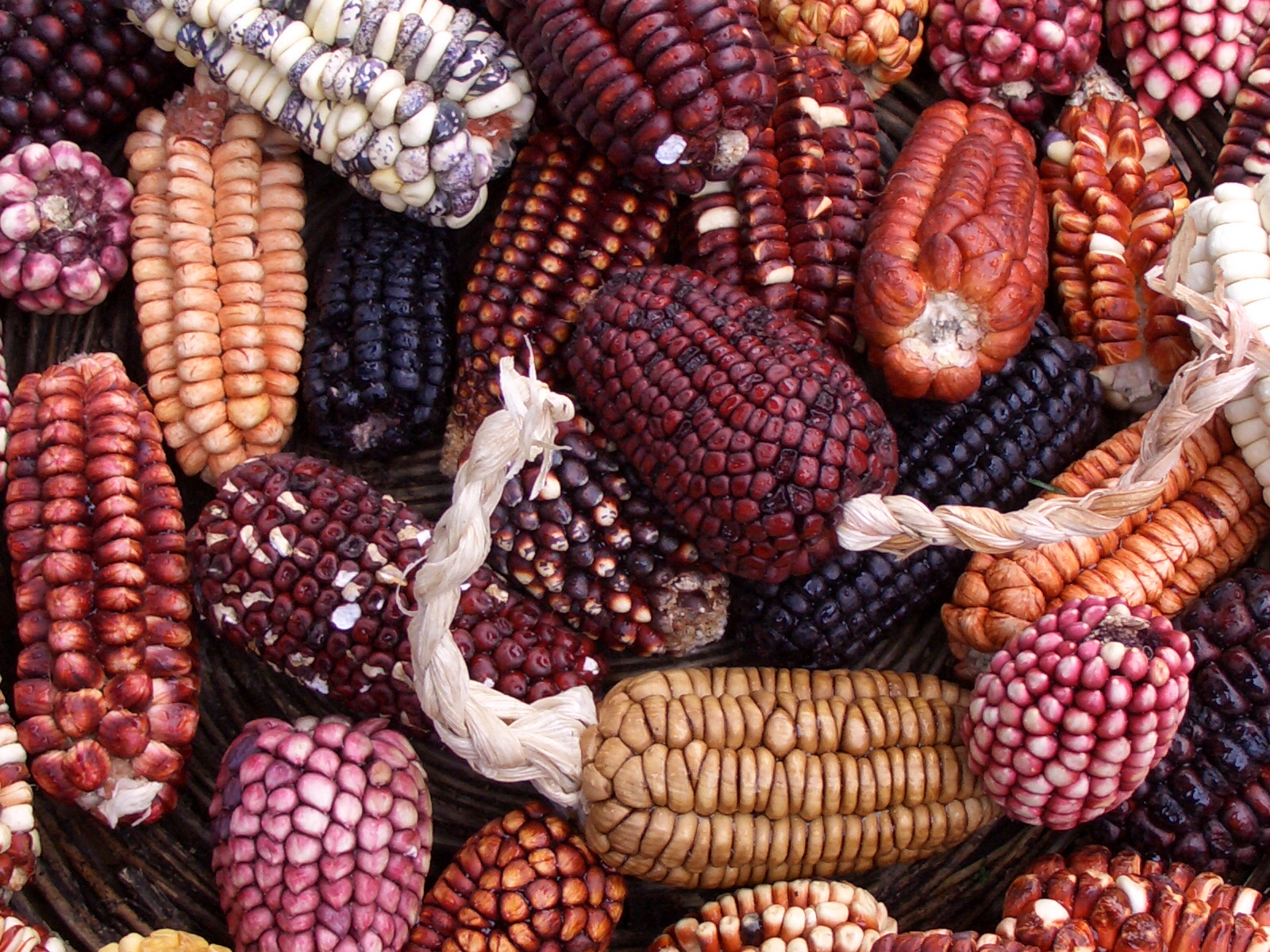
アンデスのトウモロコシ

新大陸の諸文明や諸文化は、メソアメリカ文明や北米先住民の諸文化も含め、ことごとくヨーロッパ人(白人)の侵略によって滅ぼされるか変容を余儀なくされてしまったが、アンデス文明の場合、その一部は現代でもまだ根付いている。たとえば、地方へ行けば、インカ期から続くアイリュと呼ばれる血縁・地縁組織が機能している所もある。農具でも斜面の多い土地ではインカ期とほとんど変わらない踏み鋤が用いられている。そして、インカ期に建造されたテラス状の段々畑（アンデネス）が現代まで継続して利用されている。いまだテンジクネズミ（クイ）を食肉用家畜として飼養していたり、ラクダ科動物のキャラバン隊も存在する。トウモロコシから作られた酒チチャを農耕儀礼などの時に皆で饗するのも、インカ期から見られる習慣である。
ヨーロッパ人による物質的な征服に続いて行われたのは、魂の征服である。つまり、キリスト教布教のため先住民の持っていた独自の宗教は弾圧を受けた。その後、カトリック化が進み、また征服以降しばらく続いた異教徒弾圧などで、アンデス文明に存在した精神世界は徹底的に破壊されたが、それでも形を変え現代でも生き残っている。特に、大地の神パチャママへの信仰は、先住民社会に深く残っている。また、都市部においても祭りなどの中にパチャママ信仰に基づく慣習があり、アンデス地域に住む人々に広く浸透している。なお、これら在来の神は、カトリックの聖人と同一視されることが多い。このようなシンクレティズムが現代アンデス先住民の精神文化の特徴となっている。

## 生態学的環境
アンデス文明を理解するためには、アンデス地域の生態学的環境を理解する必要がある。この世界的にも独特な生態学的環境は、アンデス文明の発展と深くかかわっているからである。
アンデス地域、特に中央アンデス地域（現在のペルー共和国とボリビア多民族国北部）は、非常に多様な生態学的環境をもっている。南北に長く、東西に狭い地域に標高が高い山々が密接して連なるため、限られた地域に多様な生態系が存在する。ハビエル・ブルガル・ビダルは、アンデス地域をその生態学的環境と先住民による区分をもとにして、8区に分けた。
それは、
- 海岸砂漠地帯のチャラ、

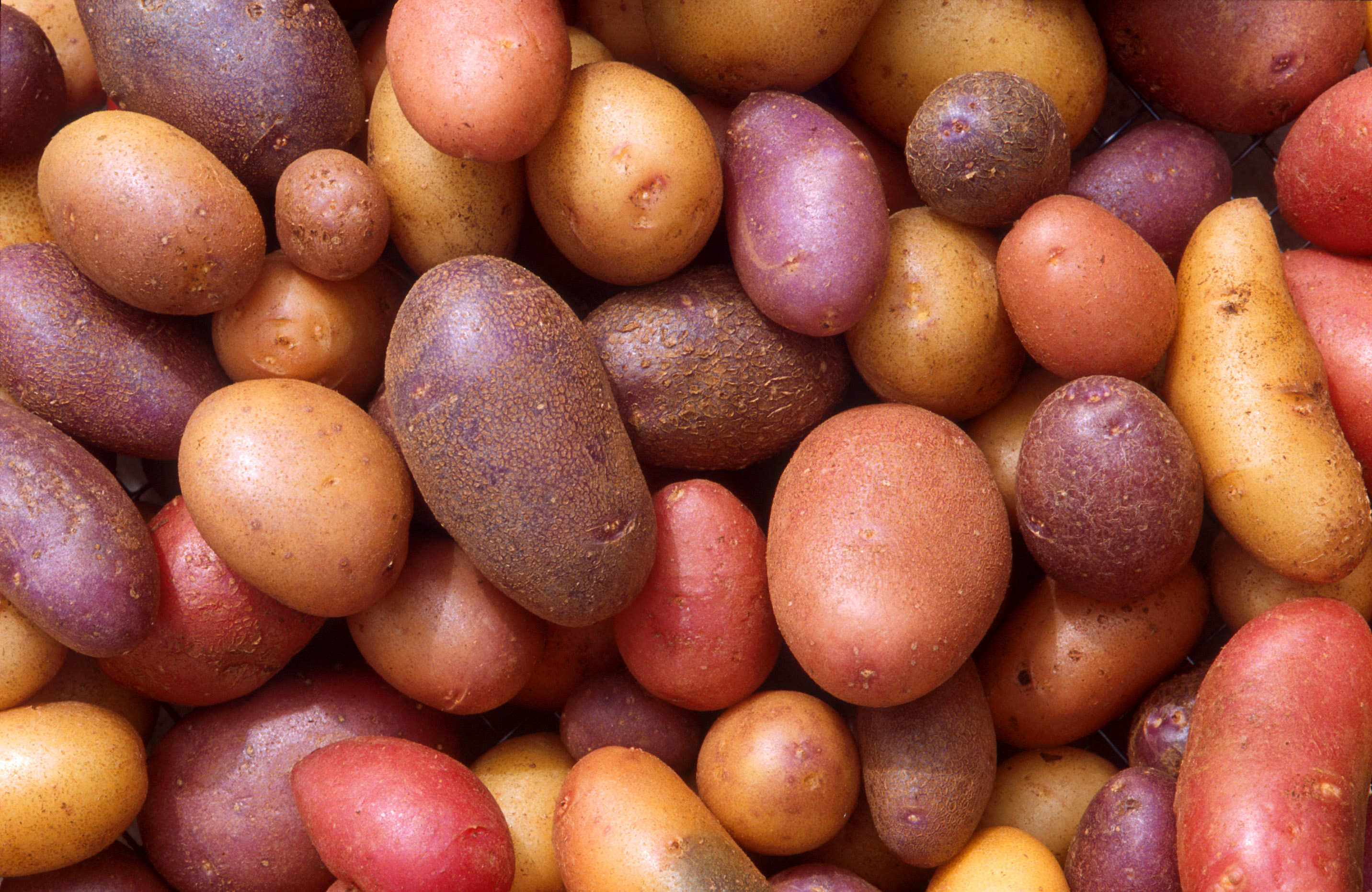
アンデスの塊茎類

- 山間および海岸地帯に広がる熱帯地域のユンガ、
- おおよそ標高3000mくらいまでのキチュア、
- 標高4000mくらいまでの高原地帯のスニ、
- さらに4800mくらいまでの草原地帯のプナ、
- それ以上の氷雪地帯を含むハンカ、

アンデス山脈の東側のアマゾン地帯を、
- 1000m以下のオマグワ、
- それ以上のルパ・ルパに分けている。

これら生態学的環境の差は、それぞれに地域で行われる生業にも影響を及ぼしており、ユンガ地帯は熱帯産の作物や果物類が、キチュア帯ではトウモロコシも含む多く栽培種が、スニではほとんどの栽培種が育たないためジャガイモなどの塊茎類とキヌアなどの雑穀が主として栽培されている。プナはおもに牧畜に利用されている。
また、これらの異なる生態学的環境を一集団や家族単位で同時に保有し、利用を行っており、これがアンデスの文化の特徴のひとつとなっている。

## 歴史

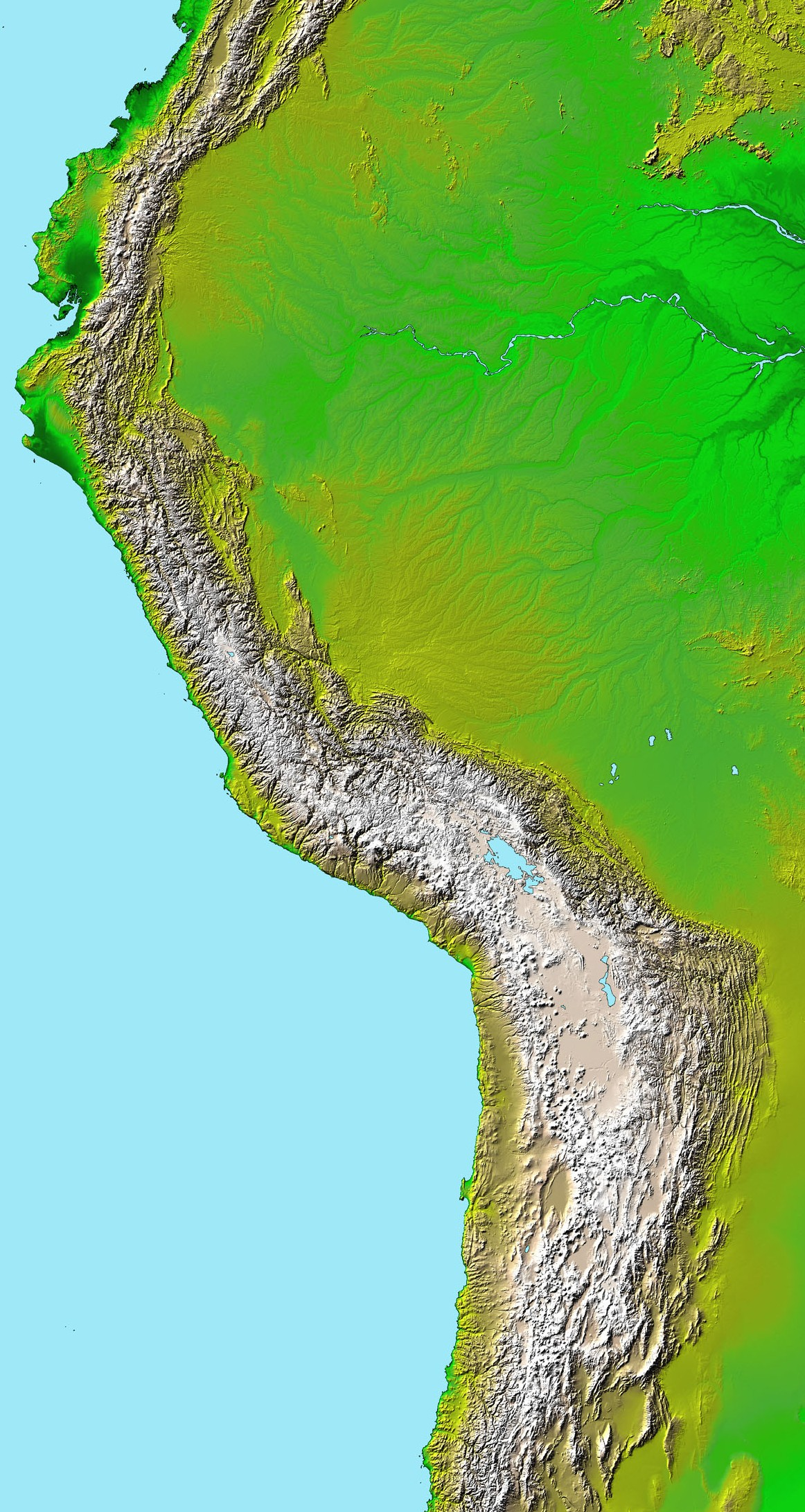
南アメリカ大陸北西部の衛星写真 アンデス文明は写真左上の最も西に張り出した部分から、写真中央の最も東にへこんだ部分において栄えた

### アンデスへの適応
南米に人類が住み始めた痕跡を示す遺跡で最古のものは、1万4000年前という年代測定値を示す遺跡もみられるものの、確実なのはクローヴィス文化に並行する1万1000年前の基部が魚の尾びれのような形状の魚尾型尖頭器を用いた狩人たちの遺跡である。チリの首都サンティアゴの南120kmにあるマストドンの解体処理を行ったタグワタグワのようなキルサイトは、この時代の特色を示す遺跡である。やがて紀元前7500年ころまでに洞窟の開口部や岩陰を利用して生活をする人々が現れ、ペルーのトケパラ洞窟やアルゼンチンのラス・マノス洞窟には、そのような人々の狩猟への願いを表現した洞窟壁画が描かれた。
紀元前5000年頃から農耕・牧畜を行う社会となり、土器の製作、使用を行うようになる直前までを古期という。ペルー北部高地のラウリコチャ遺跡のⅡ期（紀元前6000年～同3000年）に、I期に多かった鹿に替わって、リャマ、アルパカ等のラクダ科動物の骨の出土量の増加が見られ、中央高地のウチュクマチャイ洞窟の5期（紀元前5500年～同4200年）でやはりラクダ科動物の骨の出土量の増加が見られることからラクダ科動物を飼育しようとする試みがなされ始めたと考えられている。また紀元前6000年頃までにはトウガラシ、カボチャ、ヒョウタン、インゲンマメなどの栽培が開始されたことが北高地のギタレーロ洞窟出土の植物遺存体などから確認されている。また、紀元前3000～同2000年頃から綿、カンナなどの栽培が始まったと考えられている。

### 諸王国の成立前夜
紀元前2500年頃になると、現在のペルーのリマ市北方のスーペ谷に、カラル（Caral）という石造建築を主体とするカラル遺跡（ノルテ・チコ文明）が現れる。遺跡の年代は、紀元前3000年から2500年ころと推定されている。しかし、発掘され現在復元されている遺跡群は、すでに非常に精緻なつくりをしているため、さらに遡る可能性もある（一部、形成期と呼ばれる紀元前1800年以降の遺跡も復元されている）。海岸遺跡は日干しレンガ製が多いが、この時期の遺跡には海岸遺跡の中でも石造建築がある。カラル遺跡からは、かなりの量の魚介類が出土している。
また、ペルー北海岸にワカ・プリエッタの村落跡やアルト・サラベリー、中央海岸のカスマ谷にワイヌナ、中央海岸地帯にアスペロ、同じく中央海岸地帯でリマの北方にエル＝パライソといった神殿跡が築かれる。エル＝パライソはU字型に建物が配置され、その一辺が400mに達するものである。一方山間部では、小型の神殿が建てられるようになる。紀元前3000年頃に、北高地サンタ川上流にラ＝ガルガーダの神殿、紀元前2500年頃には、コトシュ遺跡（ペルー、ワヌコ県）に、交差した手をモチーフにした9m四方の「交差した手の神殿」が築かれた。
しかし、いずれも、当時はまだ土器を持たない時代といわれており、土器の誕生以前にこのような神殿群を誕生させたところに、アンデス文明の特徴があるともいえる。王の存在を強く認めるようなものは今のところ出ていない。この時期を、アメリカ合衆国の編年では、先土器時代と区分することもある。
紀元前1800年頃になると、土器の利用が始まることが確かめられる。
そして、紀元前800年頃からチャビン文化が発達するようになる。これ以降、チャビン様式がアンデス北部に影響するようになり、そのためこのチャビン様式が広まった時代をチャビン=ホライズン若しくは初期ホライズンと呼ぶこともある。同じころ、北海岸には精緻な土器を伴ったクピスニケ文化が発達する。
しかし、紀元前後頃になると神殿を中心とした社会は消滅し、しばらくして王国が誕生する。
日本のアンデス文明調査団は、神殿建築がアンデス高地において広範囲に広がる紀元前2500年から形成期とすることを提唱しているが、ペルーでは紀元前1800年ころの土器の使用開始をもって形成期の始まりとする。アメリカ合衆国の編年体系では、社会進化論的名称体系を避けるため、土器の存在しない紀元前1800年以前を先土器時代、土器が出現してチャビン文化が広まる前の紀元前800年ころまでを草創期、チャビン文化がアンデスに広まるといわれている紀元前800年から紀元前250年ころを前期ホライズンとする。

### 王国の興亡
紀元頃になると、ペルー北海岸、現在のトルヒーリョ市周辺にモチェ文化が、現在のナスカ市周辺にナスカ文化が興る。これら海岸地帯では灌漑水路が発達している。日本やペルーでは、この時期を地方発展期、アメリカ合衆国の編年では前期中間期と呼ぶ。
山間部では、紀元700年頃になるとワリ文化が発達し、都市的な様相をなす建造物群が各地に造られる。また、ワリがアンデス中にテラス状の段々畑（アンデネス）を広げたと言われている。この時期、「正面を向いた神」と「首級を持つ翼のある神」といったモチーフが土器や織物を媒体にして、ペルー領域に広まった。そして、これらの図像がボリビアのティワナク文化の図像と類似していたため、かつては「海岸ティアワナコ」あるいは「ティワナコイデ（類ティアワナコ）」と呼ばれていた。現在では、これらの図像はワリ文化のものとされており、ティワナク文化と区別されている。
また、現在のボリビアの高原地帯では、紀元前後頃から紀元400年頃にかけてティワナク文化が興り、紀元1100～1200年頃まで続く。
このワリが広がり、ティワナクと共存していた時期を、ペルーではワリ期、アメリカ合衆国の編年では中期ホライズンとよぶ。日本ではペルーの研究者の影響でワリ期を用いる概説書が多いが、それでも「中期ホライズン」を併記したり、「ワリ帝国説」を否定する意味を込めて「中期ホライズン」を使う研究者もいる。
その後、ペルーの北海岸では、8世紀頃からラ＝レチェ川流域にシカン文化、9世紀後半頃からモチェ川流域トルヒーヨ市周辺にチムー王国が興る。チムー王国は14世紀頃までにシカンの国家を併合した。また、ペルー中央海岸地帯、現在のリマ市北方のチャンカイ谷では人型を模した素焼きの土器で有名なチャンカイ文化が花開く。さらに、遅くとも10世紀頃にはリマ近郊のルリンにあるパチャカマ神殿を中心とするパチャカマ文化が花開く。パチャカマ神殿の起源はさらにさかのぼることが分かっている。ティティカカ湖沿岸では、ティワナク社会が崩壊した後、アイマラ族による諸王国が鼎立し、覇を争うようになる。中でも、ティティカカ湖北岸のコリャ(Colla)と、ティティカカ湖南西岸のルパカ(Lupaca)は強力で、互いに覇を争っていた。インカはこの争いを利用して、両者を征服、さらにティティカカ湖南岸のパカヘ(Paqaje)なども征服し、1470年ころまでにティティカカ湖沿岸を平定する。しかしながら、インカ帝国内においても、この地域には特権が与えられていたことが、スペイン人征服者による記録文書に記されている。
この時代は、一般的な傾向として、ペルーでは地方王国期、アメリカ合衆国の編年では後期中間期、日本では両者を用いることがある。
最後に、ペルー南部の山間部にあるクスコ盆地でインカが興り、15世紀前半から急速に勢力を拡大して各地を征服し、15世紀後半にはチムー王国を屈服させ、アンデス一帯に広がるインカ帝国を成立させる。

### 最後の先住民国家 - インカ帝国
諸王国をまとめる形で最終的に、インカ帝国が誕生する。その領土は、北は現在のコロンビア南部から、南はチリのサンティアゴまでにわたるアンデス文明圏のほぼ全域を押さえた最後の先住民国家であった。首都はクスコにあった。
インカはこれまでのアンデス文明の集大成とも呼べるものであり、インカ独自に開発したものよりも、むしろそれまでの技術を継承して発達させた部分が多い。
たとえば、キープと呼ばれる結縄（縄の結び目で数などを表す）やアンデネス（段々畑）、道路網などはワリ期にさかのぼるといわれ、壮大な石造建築技術はティワナクやワリに、金の鋳造技術はシカンからチムーを経てインカへ受け継がれている。
ただし、現在、クスコやペルー南部で多く見られる精巧な作りのアンデネスのほとんどはインカ時代のものであり、また、道路網もインカ期に整備されたものが多い。

### 終焉
1532年、わずかの兵隊と火器でもって、スペイン人によるインカ帝国の征服が行われる。その後、先住民たちによって何度も抵抗が試みられたものの、最終的に完全に征服され、ここに1万年以上続いたモンゴロイドのみによって発達してきたアンデス文明は終焉を迎えた。
新大陸の文明は、旧大陸のそれとまったく異なり、独自に発達してきた文明である。独力で築き上げてきたその文明の成り立ちは、人類の歴史におけるいわば壮大な実験でもあった。また、旧大陸の文明と比べ、かなり特色を持つが、王や皇帝を頂点とするピラミッド型の社会構造を持つという点で、アンデス文明は旧大陸の文明と似た様相も持っていた。